# مهدی سنایی
مهدی سنایی (زاده ۵ فروردین ۱۳۴۷ نهاوند) سیاستمدار اصلاح‌طلب و دیپلمات ایرانی است که از شهريور ۱۴۰۳ معاون امور سیاسی دفتر رئیس‌جمهور و از آبان ۱۴۰۳ مشاور سیاسی رئیس‌جمهور است. وی همچنین دانشیار روابط بین‌الملل دانشگاه تهران است. 
وی سفیر پیشین ایران در روسیه و نماینده حوزه انتخابیه نهاوند در دوره هشتم و نهم مجلس شورای اسلامی بوده‌است.
سنایی تدریس در دانشکده حقوق و علوم سیاسی را از سال ۱۳۸۲ خورشیدی در گروه روابط بین‌الملل آغاز و سپس با شکل‌گیری گروه مطالعات منطقه ای، دو دوره و تا سال ۱۳۹۲ عضو وابسته این گروه بود. وی گروه مطالعات روسیه در دانشکده مطالعات جهان دانشگاه تهران را در سال ۱۳۸۶ و مرکز مطالعات غیردولتی ایران و اوراسیا با عنوان ایراس را در سال ۱۳۸۳ خورشیدی بنیان گذاشت. وی تا به حال چندین کتاب تألیف و ترجمه نموده و چند اثر نیز از او به زبان روسی منتشر شده‌است.
مهدی سنایی همچنین، رایزنی فرهنگی سفارت خانه‌های ایران در قزاقستان و روسیه را تأسیس نموده و بین سالهای ۱۳۷۳ تا ۱۳۸۲ در این دو کشور به عنوان رایزن فرهنگی ایران فعالیت کرده‌است.
در سوابق اجرایی مهدی سنایی مسئولیت مؤسسه فرهنگی- منطقه‌ای اِکو نیز به مدت دو سال دیده می‌شود.
وی از سال ۲۰۲۱ به عنوان عضو وابسته میهمان دانشکده اقتصاد جهان و روابط بین‌الملل دانشگاه اچ‌اس‌ئی روسیه و در اردیبهشت سال ۱۴۰۱ به عنوان پژوهشگر ارشد همکار مرکز مطالعات مدیریت عمومی و دولتی دانشگاه کارلتون کانادا انتخاب شد.

## زندگی شخصی
سنایی شوهر زینب یونسی، مترجم زبان روسی و دختر علی یونسی وزیر سابق اطلاعات ایران است. در سال ۲۰۱۹ (۳۰ مهر ۱۳۹۸)، عارفه سنایی دختر وی در مسکو درگذشت. سفارت ایران دلیل مرگ وی را سکته مغزی اعلام کرد ولی رسانه‌های روس گزارش دادند که وی از طبقه نهم ساختمانی به پایین افتاده و پلیس احتمال خودکشی وی را رد نکرده‌است.

## سوابق دانشگاهی
در سوابق وی تحصیلات علوم دینی پیش از ورود به دانشگاه تهران و همچنین تسلط به زبان‌های انگلیسی، عربی و روسی دیده می‌شود. او دوره‌های کارشناسی علوم سیاسی و کارشناسی ارشد روابط بین‌الملل را در دانشگاه تهران گذراند و دکتری علوم سیاسی را از آکادمی علوم روسیه گرفت.
- عضو شورای بین‌الملل دانشگاه تهران (از ۱۳۹۸)
- مشاور رئیس دانشگاه تهران در امور بین‌الملل و همکاری‌های‌ علمی و دانشگاهی کشور روسیه و کشورهای اوراسیا و دبیر اجلاس دانشگاه‌های برتر ایران و روسیه، با حکم محمود نیلی احمدآبادی رئیس دانشگاه تهران (از مهر ۱۳۹۹)[۱۱]
- عضو هیئت علمی وابسته دانشکده اقتصاد و سیاست جهانی مدرسه عالی اقتصاد روسیه (از ۱۳۹۹)
- عضو شورای مشاورین مجله علمی «روسیه در سیاست جهانی» (از ۱۳۹۸)
- پژوهشگر ارشد همکار مرکز مطالعات مدیریت عمومی و دولتی دانشگاه کارلتون در کانادا (از ۱۴۰۱)
- سردبیر و عضو هیئت تحریریه مجله مطالعات جهان در دانشگاه تهران (۱۳۹۶–۱۳۹۰)
- مدیر گروه مطالعات روسیه دانشکده مطالعات جهان دانشگاه تهران (۱۳۹۲–۱۳۸۶)
- عضو هیئت علمی وابسته دانشکده حقوق و علوم سیاسی دانشگاه تهران (۱۳۹۲–۱۳۸۲)
- مدیر مسئول و سردبیر مجله چشم‌انداز ارتباطات فرهنگی (۱۳۸۵–۱۳۸۲)
- مؤسس و مدیر دانشنامه «ایرانیستیکا» به زبان روسی
- عضو هیئت تحریریه مجله ایرانشناسی، قزاقستان (از ۱۳۸۷)
- ارائه مقاله در کنفرانس‌های علمی و بین‌المللی در فرانسه، لهستان، چین، روسیه، آمریکا، کانادا و دیگر کشورها[۱۲]
- عضویت آکادمی علوم اجتماعی قزاقستان
- مشاور دانشنامه جهان اسلام در موضوعات روسیه، آسیای مرکزی و قفقاز
- عضو هیئت تحریریۀ دانشنامه مطالعات جهانی مسکو
- همکار پژوهشگر مرکز تحقیقات استراتژیک ریاست‌جمهوری[۱۱]

## جایزه‌ها
- دریافت نشان انستیتوی خاورشناسی مسکو برای گسترش ایرانشناسی در روسیه در سال ۱۳۹۸
- برنده جایزه جهانی کتاب سال جمهوری اسلامی ایران در سال ۱۳۸۲بخش خارجی برای کتاب «روابط سیاسی و اجتماعی ایران و آسیای مرکزی»، (تز دکتری)[نیازمند منبع]

## سوابق اجرایی
- مشاور ارشد وزیر امور خارجه ایران (۱۳۹۸[۱۳] -۱۴۰۱)
- سفیر ایران در روسیه (۱۳۹۸–۱۳۹۲)
- عضو تیم مذاكرات وزیر امور خارجۀ ايران با وزیر امور خارجۀ روسيه در مسكو (۱۳۹۲)[۱۴]
- نماینده مجلس شورای اسلامی (خرداد ۱۳۸۷ -آذر ۱۳۹۲)
- رئیس انستیتوی فرهنگی سازمان منطقه‌ای اکو (۱۳۸۵–۱۳۸۴)
- معاون پژوهشی و آموزشی سازمان فرهنگ و ارتباطات اسلامی (۱۳۸۴–۱۳۸۲)
- مدیر عامل مؤسسه مطالعات ایران و اوراسیا (ایراس) (از ۱۳۸۳)
- رایزن فرهنگی سفارت ایران در روسیه (۱۳۸۲–۱۳۷۸)
- رایزن فرهنگی سفارت ایران در قزاقستان (۱۳۷۷–۱۳۷۴)
- عضو انجمن ترویج زبان و ادب فارسی ایران (از ۱۳۸۳)

### نمایندگی مجلس
مهدی سنایی در دورۀ نمایندگی در مجلس هشتم در سال اول عضو عادی کمیسیون فرهنگی مجلس بود و در سه سال بعدی عضو عادی کمیسیون امنیت ملی و سیاست خارجی بود. او همچنین عضو هیئت رئیسۀ فراکسیون‌های اقتدار ملی و محیط زیست و توسعۀ پایدار و عضو عادی فراکسیون دانشگاهیان بود. در همین زمان رئیس گروه‌های دوستی ایران- اوکراین، ایران- روسیه و ایران- سوریه بود.
در دورۀ نمایندگی در مجلس نهم او فقط یک سال نماینده بود. در این سال همچنان عضو عادی کمیسیون امنیت ملی و سیاست خارجی بود. در شهریور ۱۳۹۱ سوال او از وزیر امور خارجۀ وقت دربارۀ علت تغییر محدوده مجاز هوایی جمهوری اسلامی ایران در دریاچه خزر در مرز ایران و آذربایجان اعلام وصول شد.
مهدی سنایی در ۶ آذر ۱۳۹۲ از نمایندگی استعفا داد. موسی غضنفرآبادی، جواد جهانگیرزاده، عوض حیدرپور، نادر قاضی پور، مهرداد بائوج لاهوتی، و قاسم جعفری با استعفای او مخالفت کردند.

### سفیر ایران در روسیه
مهدی سنایی از آذر ۱۳۹۲ تا آذر ۱۳۹۸ سفیر ایران در روسیه بود. او مدعی بود این سفارت در  دولت دهم (محمود احمدی‌نژاد) هم به او پیشنهاد شده بود.
او در خرداد ۱۳۹۸ گفت: «هیچ سند مهم اقتصادی که در سطح دولتی مورد نیاز دو کشور [ایران و روسیه] باشد، امضا نشده باقی نمانده است که از جمله آن اسناد همکاری‌های گمرکی است.» همچنین در پایان مأموریت خود مدعی شد مجوز صادرات سه‌گانه محصولات لبنی، دامی و آبزیان از ایران به روسیه داده شده است، تعرفه‌های اصلی کاهش پیدا کرده و صادرات ایران به روسیه طی چند سال چند برابر شده است. همچنین روسیه چند پروژۀ بزرگ در حوزۀ انرژی اتمی، حرارتی، نفت و راه آهن در ایران آغاز کرده است.

### معاون سیاسی دفتر رئیس‌جمهور
مهدی سنایی در انتخابات ریاست جمهوری ۱۴۰۳ به عنوان مشاور در ستاد انتخاباتی مسعود پزشکیان حضور داشت و در برنامۀ «میزگرد سیاسی» شبکه ۳ پزشکیان را همراهی کرد و دربارۀ تعامل با چین و روسیه هم اظهار نظر کرد.
او پس از انتخابات اولویت خود را «فعالیت‌های علمی و آموزشی در دانشگاه تهران» و «پیگیری امور پژوهشی در موسسه ایراس» ذکر کرد اما در ۳ شهریور ۱۴۰۳ به عنوان معاون سیاسی دفتر رئیس‌جمهور منصوب شد.

## تألیفات

### تألیف به زبان فارسی
- روسیه؛ جامعه، سیاست و حکومت، مهدی سنایی،انتشارات دانشگاهی سمت، تهران، ۱۳۹۵. چاپ چهارم ۱۴۰۱
- از این رهگذر (مجموعه گفتارها و نوشتارها)، انتشارات طهورا، تهران، ۱۳۹۴.
- پیوندهای تاریخی ایران و آسیای مرکزی، زیرنظر مهدی سنائی، مؤسسه مطالعات ایران و اوراسیا و مؤسسه فرهنگی اکو، ۱۳۹۳.
- روابط ایران و آسیای مرکزی، مهدی سنایی، دفتر مطالعات وزارت امور خارجه، تهران، ۱۳۹۰.
- با نهاوند: خاطرات انتخابات ۱۳۸۶، مهدی سنایی، انتشارات ایراس، ۱۳۸۹.
- روابط ایران و روسیه، به کوشش مهدی سنایی و جهانگیر کرمی، انتشارات ایراس، تهران، ۱۳۸۷.
- ره آورد ماوراءالنهر، مهدی سنایی، انتشارات بین‌المللی الهدی، تهران، ۱۳۷۸.
- جایگاه ایران در آسیای مرکزی، مهدی سنایی، تهران، ۱۳۷۶.

### تألیف و انتشار به زبان روسی
- گفتگوهایی دربارهٔ آینده محتمل، مهدی سنایی با همکاری آندری بیستریتسکی، انتشارات وچه، مسکو، ۲۰۲۰.
- منتخب آثار، دانشکده علوم سیاسی دانشگاه دولتی مسکو لومونوسف، مسکو، ۲۰۱۹.
- دورنمای روابط ایران و آسیای مرکزی،انتشارات ادبیات شرق، سن پترزبورگ، ۲۰۱۷.
- حقوق و سیاست در اسلام، مسکو، انتشارات انستیتوی فلسفه آکادمی علوم روسیه، ۲۰۰۴ (کتاب درسی).
- در جاده بزرگ ابریشم، با مقدمه پروفسور «می‌یر» رئیس انستیتوی آسیا و آفریقای دانشگاه دولتی مسکو، مسکو، انتشارات آکادمی علوم، ۲۰۰۰.
- روابط سیاسی و اجتماعی ایران و آسیای مرکزی، با مقدمه پروفسور اوسپوف، رئیس انستیتوی جامعه‌شناسی سیاسی آکادمی علوم مسکو، انتشارات موراوی، ۲۰۰۲ (این کتاب خلاصه تز دکترای مؤلف است).

### ترجمه از زبان انگلیسی و روسی
- روسیه در جستجوی هویت، نویسنده: جیمز بیلینگتون، ترجمه و ویرایش: مهدی سنایی، تهران، انتشارات ایراس با همکاری دانشگاه تهران، تهران، ۱۳۸۵.
- سیاست خارجی روسیه: خود آگاهی و منافع ملی، نویسنده الکساندر زادوخین، ترجمه و تحقیق: مهدی سنایی، تهران، ۱۳۸۴.